# Frank Vicari

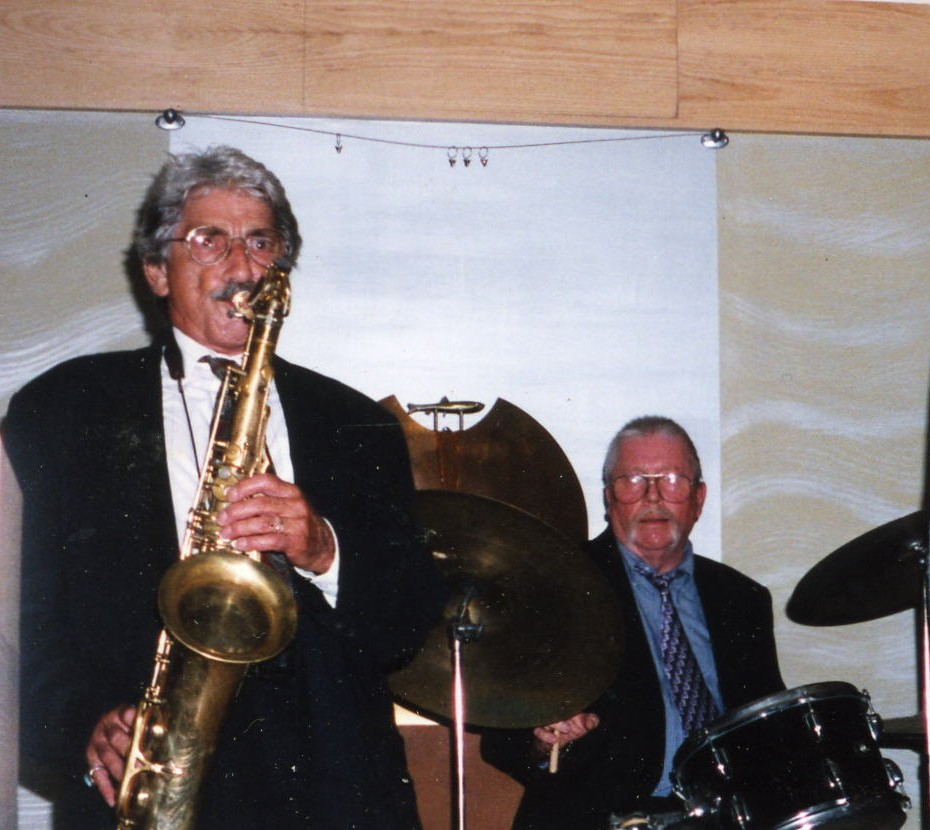
Frank Vicari, 1998

Frank Vicari  (* 11. April 1931; † 20. Oktober 2006 in New York) war ein US-amerikanischer Jazzmusiker (Saxophon, Klarinette, Flöte).

## Leben und Wirken
Vicari spielte während seines Militärdienstes von 1951 bis 1955 bei der US-Luftwaffe in verschiedenen Militärkapellen. Dann zog er nach New York. 1960 holte ihn Maynard Ferguson als Tenorsaxophonist in sein Orchester, dem er bis 1965 angehörte. Anschließend spielte Vicari kurze Zeit bei Buddy Rich, bevor er in Woody Hermans Thundering Herd arbeitete. Dort fungierte er als Erster Tenorsaxophonist. 1970 zog er nach Saint Thomas, um in der dortigen Szene zu spielen, bevor er nach New York zurückkam.
In den folgenden Jahren war Vicari als Sessionmusiker für eine Reihe von Künstlern tätig, wie John Lennon (Rock ’n’ Roll, 1975), Tom Waits (Small Change, 1976), Dave Matthews, White Elephant, J. Geils, George Benson, Tony Bennett, Dionne Warwick und Billy Eckstine. Er gehörte außerdem der Saturday Night Live Studioband an. Im Bereich des Jazz war er laut Tom Lord zwischen 1963 und 2003 an 67 Aufnahmesessions beteiligt, u. a. auch mit T-Bone Walker, Blue Mitchell, The Manhattan Transfer, Esther Phillips und Chris Connor. In seinen späteren Jahren gehörte er der Bigband des Pianisten Howard Williams an.